# Gael García Bernal
Gael García Bernal (Guadalajara, 30 de Novembro de 1978) é um ator, produtor e diretor mexicano. É conhecido pelos seus papéis em filmes como O Crime do Padre Amaro, La mala educación, Diarios de motocicleta , No e  Babel e pela série Mozart in the Jungle, que lhe valeu um Globo de Ouro na categoria de melhor ator em televisão - comédia ou musical em 2016. Ainda nesse ano, foi considerado uma das 100 pessoas mais influentes do mundo pela revista Time.

## Biografia
Gael García Bernal nasceu em Guadalajara, no México, filho de pais atores, José Ángel García e Patricia Bernal. Iniciou sua carreira na televisão quando tinha apenas um ano de idade e passou a adolescência a trabalhar em telenovelas. Quando tinha 14 anos, Gael ensinou indígenas mexicanos a ler e, no ano seguinte, participou numa demonstração pacífica durante a insurreição do Exército Zapatista de Libertação Nacional.
Ele começou a estudar Filosofia na Universidade Nacional Autónoma do México, mas desistiu do curso durante uma manifestação estudantil prolongada. Depois de desistir do curso, decidiu tirar um ano de pausa para viajar pela Europa, acabando por se mudar para Londres, onde se tornou no primeiro mexicano a ser aceite na prestigiada escola de representação Central School of Speech and Drama.
Gael já se relacionou com a atriz Natalie Portman e viveu vários anos com a companheira, a atriz argentina Dolores Fonzi,de quem se separou em 2014. Da união do casal, vieram dois filhos: Lázaro, nascido no dia 8 de Janeiro de 2009, em Madrid, na Espanha, e Libertad, nascida em 4 de Abril de 2011 em Buenos Aires, na Argentina.

## Carreira
Participou na versão de 1989 da telenovela mexicana Teresa. Desde então participou de numerosas produções de diversos países: México, Espanha, Inglaterra e Brasil.
Começou sua carreira de ator muito cedo, atuou na produção da rede Televisa a telenovela El abuelo y yo, interpretando o órfão Daniel ao lado da atriz Ludwika Paleta e, foi nessa novela que conheceu o seu amigo de longa data, Diego Luna.
O seu primeiro papel de maior destaque em nível internacional foi o de Octavio em Amores perros, de Alejandro G. Iñárritu. O filme, que segue a história de três pessoas cujas vidas se entrecruzam através de um acidente de automóvel, foi nomeado para o Óscar de Melhor Filme em Língua Estrangeira e catapultou Gael para o estrelato. Em 2001, Gael trabalhou com o realizador Alfonso Cuarón no filme Y tu mamá también, que conta a história de dois rapazes adolescentes que fazem uma road trip com uma mulher mais velha e descobrem coisas sobre a vida, o amor, a amizade e o sexo. O filme foi nomeado para o Óscar de Melhor Argumento Original em 2003 e Gael venceu o prémio Mercello Mastrioanni de Melhor Jovem Ator no Festival de Cinema de Veneza (que partilhou com Diego Luna, com quem contracena no filme), entre outros prémios.
Em 2002, protagonizou uma adaptação ao cinema do romance O Crime do Padre Amaro de Eça de Queirós que, à semelhança de Amores perros, foi nomeado para o Óscar de Melhor Filme em Língua Estrangeira. Ainda nesse ano, participou no seu primeiro filme em língua inglesa: I'm With Lucky, uma comédia romântica que passou despercebida. No ano seguinte, participou em mais dois filmes em língua inglesa: Dot the I e Dreaming of Julia, ambos falhanços comerciais e com a crítica.
Em 2004, foi o protagonista de La mala educación do realizador espanhol Pedro Almodóvar, onde interpreta três personagens: Angél, Juan e o travesti Zahara. No mesmo ano, interpretou o papel de Che Guevara no filme Diarios de Motocicleta do realizador brasileiro Walter Salles. O filme baseia-se num livro de memórias que Che Guevara escreveu aos 23 anos sobre uma viagem de moto que fez com Alberto Granado pela América do Sul em 1952. O filme valeu a primeira nomeação de Gael García Bernal para os prémios BAFTA na categoria de Melhor Ator Principal.

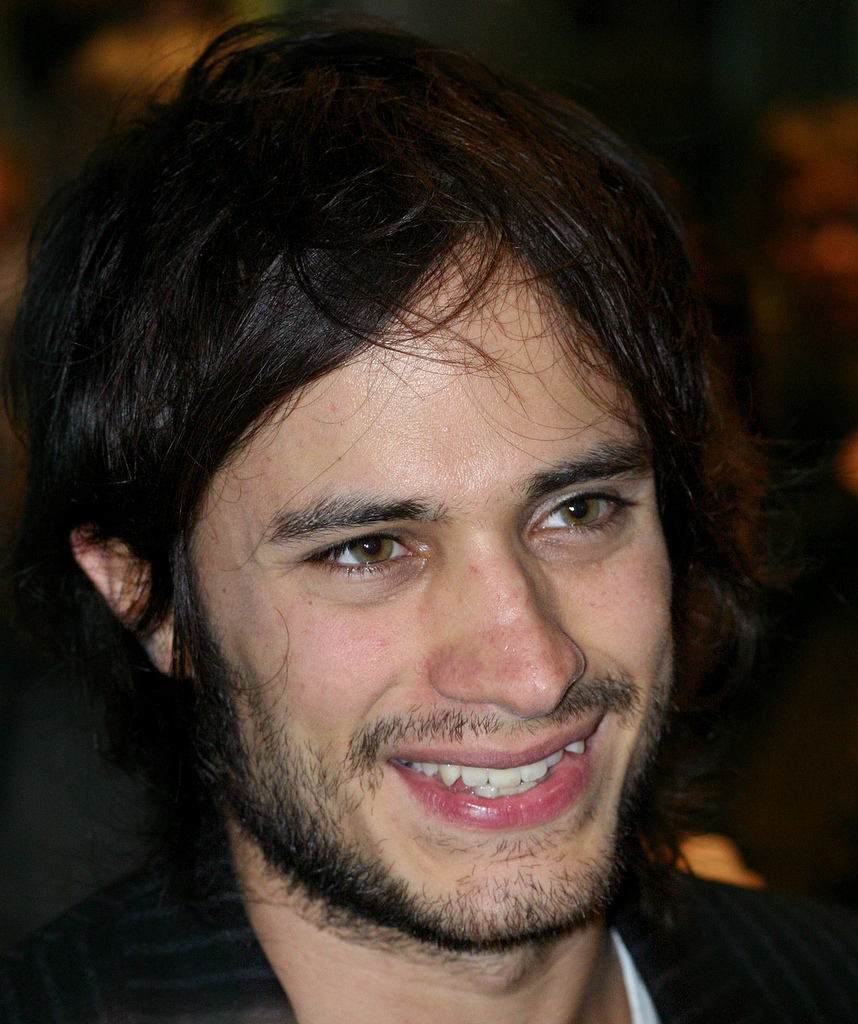
Gael Garcia Bernal numa apresentação do filme The King em Londres em 2006

No ano seguinte, Gael continuou a trabalhar em filmes de língua inglesa ao interpretar o papel de Elvis em The King, um filme independente sobre um soldado da marinha que procura o pai que nunca conheceu. Em 2006, protagonizou The Science of Dreams do realizador Michel Gondry, um filme surrealista sobre um homem cujos sonhos e imaginação vívidos afetam a sua relação com a realidade. No mesmo ano, reuniu-se com o realizador Alejandro G. Iñarrítu em Babel, um filme que cruza várias narrativas que ocorrem em vários locais do mundo. Foi um dos filmes mais bem recebidos desse ano e recebeu sete nomeações para os Óscares. Nesse ano foi ainda nomeado para o BAFTA de Estrela em Ascensão, mas perdeu para James McAvoy.
Em 2007, realizou o seu primeiro filme: Déficit, sobre uma reunião familiar que junta membros de classes sociais distintas. No ano seguinte, interpretou o papel do vilão, o Rei da Camarata 3, na adaptação ao cinema da obra Ensaio sobre a Cegueira de José Saramago, realizada por Fernando Meirelles e voltou a trabalhar com Diego Luna no filme Rudo y Cursi sobre dois meios-irmãos que rivalizam no futebol profissional.
Em 2009, participou em dois filmes independentes de língua inglesa: Mammoth (onde contracena com Michelle Williams) e The Limits of Control. Em 2010, participou no filme romântico Letters to Juliet no papel de Victor e protagonizou a coprodução mexicana, espanhola e francesa También la lluvia que venceu vários prémios em festivais de cinema por todo o mundo e foi um dos grandes vencedores dos Prémios Goya de 2011.
Em 2011, contracenou com Kate Hudson na comédia romântica A Little Bit of Heaven, que recebeu críticas bastante negativas, tendo uma pontuação de apenas 4% no site Rotten Tomatoes. No ano seguinte, voltou a entrar numa comédia, desta vez Casa de mi padre, uma sátira das telenovelas mexicanas protagonizada por Will Ferrell e onde voltou a contracenar com Diego Luna. Ainda em 2012, protagonizou No, um filme sobre um executivo de publicidade (Bernal) que é convidado a gerir a campanha a favor do "Não" num referendo convocado pelo ditador Augusto Pinochet onde se perguntava se o povo apoiava a sua permanência no cargo de Presidente durante mais oito anos. O filme foi bastante elogiado pela crítica e, entre outros prémios, foi nomeado para o Óscar de Melhor Filme em Língua estrangeira em 2013.

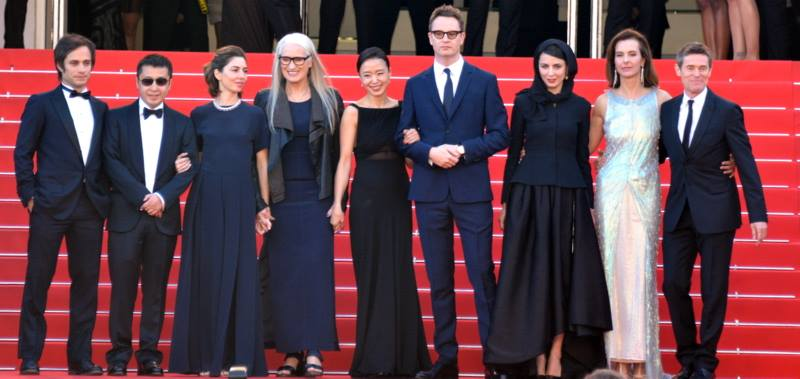
Gael García Bernal com o restante jurí do Festival de Cannes de 2014.

Em 2014, protagonizou Rosewater, a estreia na escrita e na realização de Jon Stewart. O filme conta a história verídica de Maziar Bahari, um jornalista canadiano-iraniano que foi preso em 2009 sob acusações de espionagem depois de ter aparecido no programa The Daily Show. Nesse ano fez parte do júri da competição principal do Festival de Cinema de Cannes. Também em 2014, estreou a série Mozart in the Jungle, uma série de drama e comédia transmitida pelo serviço de streaming Amazon Video. Na série, Gael interpreta o papel de Rodrigo, o condutor excêntrico de uma banda sinfónica. Este papel valeu-lhe um Globo de Ouro na categoria de Melhor Ator Numa Série de Comédia ou Musical em 2016 e uma nomeação na mesma categoria em 2017.
Em 2015, protagonizou os filmes Zoom (um coprodução brasileira e canadiana), Eva no duerme e Desierto. No ano seguinte, foi um dos protagonista do filme chileno Neruda sobre a perseguição política que o poeta Pablo Neruda sofreu depois de críticar o Presidente Gabriel González Videla. O filme foi bastante elogiado pela crítica e foi escolhido pelo Chile para representar o país nos Óscares na categoria de Melhor Filme em Língua Estrangeira, porém, acabou por não conseguir a nomeação. No mesmo ano, Gael protagonizou os filmes Me estás matando Susana e Salt and Fire.
Em 2017, fez a voz do personagem Héctor no filme Coco (Viva: a vida é uma festa) da Disney e Pixar na versão original em inglês, e na dublagem em espanhol.
A biografia de Gael está incluída na Enciclopédia Britânica. A revista People incluiu-o na lista de "Artista Melhor Vestido", "Solteiro Mais Desejado" e "Las 50 Bellezas Latinas". A revista GQ, o elegeu um dos "Homens do Ano" em 2004, ao lado de Tom Cruise e o britânico Jude Law.

### Produtor
Gael García Bernal e Diego Luna fundaram a companhia de produção Canana Films, através da qual apoiaram o festival Ambulante, que teve como objetivo a exibição de documentários em zonas do México onde normalmente não chegam. A companhia associou-se à Golden Phoenix Productions, propriedada da Discovery Channel, para produzir vários documentários sobre os assassinatos por resolver de mais de 300 mulheres na cidade fronteiriça mexicana, Cuidad Juárez.

## Filmografia

### Cinema
| Ano  | Título                   | Personagem                                        |
| ---- | ------------------------ | ------------------------------------------------- |
| 1996 | De tripas, corazón       | Martin                                            |
| 2000 | Amores perros            | Octavio                                           |
| 2001 | The Last Post            | Jose Francisco                                    |
| 2001 | Vidas Privadas           | Gustavo 'Gana' Bertolini                          |
| 2001 | Y tu mamá también        | Julio Zapata                                      |
| 2001 | El ojo en la nuca        | Pablo Urrutia                                     |
| 2001 | Sin noticias de Dios     | Davenport                                         |
| 2002 | Fidel                    | Ernesto "Che" Guevara de la Serna                 |
| 2002 | O Crime do Padre Amaro   | Padre Amaro                                       |
| 2002 | I'm With Lucky           | Gabriel                                           |
| 2003 | Sangre de Cuba           | Ricky                                             |
| 2003 | Dot the I                | Kit Winter                                        |
| 2003 | Dreaming of Julia        | Ricky                                             |
| 2004 | La mala educación        | Ignacio Rodriguez (falso) / Zahara / Juan / Ángel |
| 2004 | Diarios de motocicleta   | Ernesto "Che" Guevara de la Serna                 |
| 2005 | The King                 | Elvis                                             |
| 2006 | Babel                    | Santiago                                          |
| 2006 | La science des rêves     | Stéphane Miroux                                   |
| 2007 | Déficit                  | Cristobal                                         |
| 2007 | El pasado                | Rímini                                            |
| 2008 | Ensaio sobre a Cegueira  | Rei da ala/Camarata 3                             |
| 2008 | Rudo e Cursi             | Tatto                                             |
| 2009 | Mammoth                  | Leo Vidales                                       |
| 2009 | The Limits of Control    | The Mexican                                       |
| 2010 | Letters to Juliet        | Victor                                            |
| 2010 | También la lluvia        | Sebastián                                         |
| 2010 | José e Pilar             | Ele mesmo                                         |
| 2011 | A Little Bit of Heaven   | Julian Goldstein                                  |
| 2011 | The Loneliest Planet     | Alex                                              |
| 2012 | No                       | René Saavedra                                     |
| 2012 | Casa de Mi Padre         | Onza                                              |
| 2012 | Zalet                    |                                                   |
| 2012 | Vamps                    | Diego Bardem (não creditado)                      |
| 2013 | Deserted Cities          | Eligio                                            |
| 2013 | Who is Dayani Cristal?   | Ele mesmo                                         |
| 2014 | El Ardor                 | Kaí                                               |
| 2014 | Rosewater                | Maziar Bahari                                     |
| 2015 | Zoom                     | Edward                                            |
| 2015 | Eva no duerme            | Massera                                           |
| 2015 | Desierto                 | Moises                                            |
| 2016 | Me estás matando Susana  | Eligio                                            |
| 2016 | Neruda                   | Óscar Peluchonneau                                |
| 2016 | Salt and Fire            | Dr. Fabio Cavani                                  |
| 2017 | Si tu voyais son coeur   | Daniel                                            |
| 2017 | Coco                     | Hector (voz)                                      |
| 2018 | The Kindergarten Teacher | Interesse amoroso de Lisa                         |
| 2018 | Museum                   | Juan Nuñez                                        |

### Televisão
| Ano       | Título               | Personagem               |
| --------- | -------------------- | ------------------------ |
| 1989      | Teresa               | Peluche                  |
| 1992      | El abuelo y yo       | Daniel                   |
| 2000      | Queen of Swords      | Churi                    |
| 2014-2018 | Mozart in the Jungle | Rodrigo de Souza         |
| 2022      | Werewolf by Night    | Jack Russell / Lobisomem |

## Prêmios e indicações
Prêmios Globo de Ouro
| Ano  | Categoria                                              | Trabalho             | Resultado | Ref.   |
| ---- | ------------------------------------------------------ | -------------------- | --------- | ------ |
| 2016 | Melhor Ator de Série de Comédia ou Musical - Televisão | Mozart in the Jungle | Venceu    | [ 14 ] |
| 2017 | Melhor Ator de Série de Comédia ou Musical - Televisão | Mozart in the Jungle | Indicado  | [ 14 ] |

Prémio Ariel
| Ano  | Categoria   | Trabalho                 | Resultado | Ref.   |
| ---- | ----------- | ------------------------ | --------- | ------ |
| 2001 | Melhor Ator | Amores Brutos            | Venceu    | [ 14 ] |
| 2017 | Melhor Ator | You're Killing Me Susana | Indicado  | [ 14 ] |
| 2019 | Melhor Ator | Museo                    | Indicado  | [ 14 ] |

BAFTA
| Ano  | Categoria   | Trabalho               | Resultado |
| ---- | ----------- | ---------------------- | --------- |
| 2005 | Melhor Ator | Diários de Motocicleta | Indicado  |

Premios Juventud
| Ano  | Categoria      | Trabalho     | Resultado |
| ---- | -------------- | ------------ | --------- |
| 2010 | ¡Qué Actorazo! | Rudo e Cursi | Indicado  |

Prêmio TVyNovelas
| Ano  | Categoria               | Trabalho       | Resultado |
| ---- | ----------------------- | -------------- | --------- |
| 1993 | Melhor Atuação Infantil | El abuelo y yo | Venceu    |